# Angel of the North

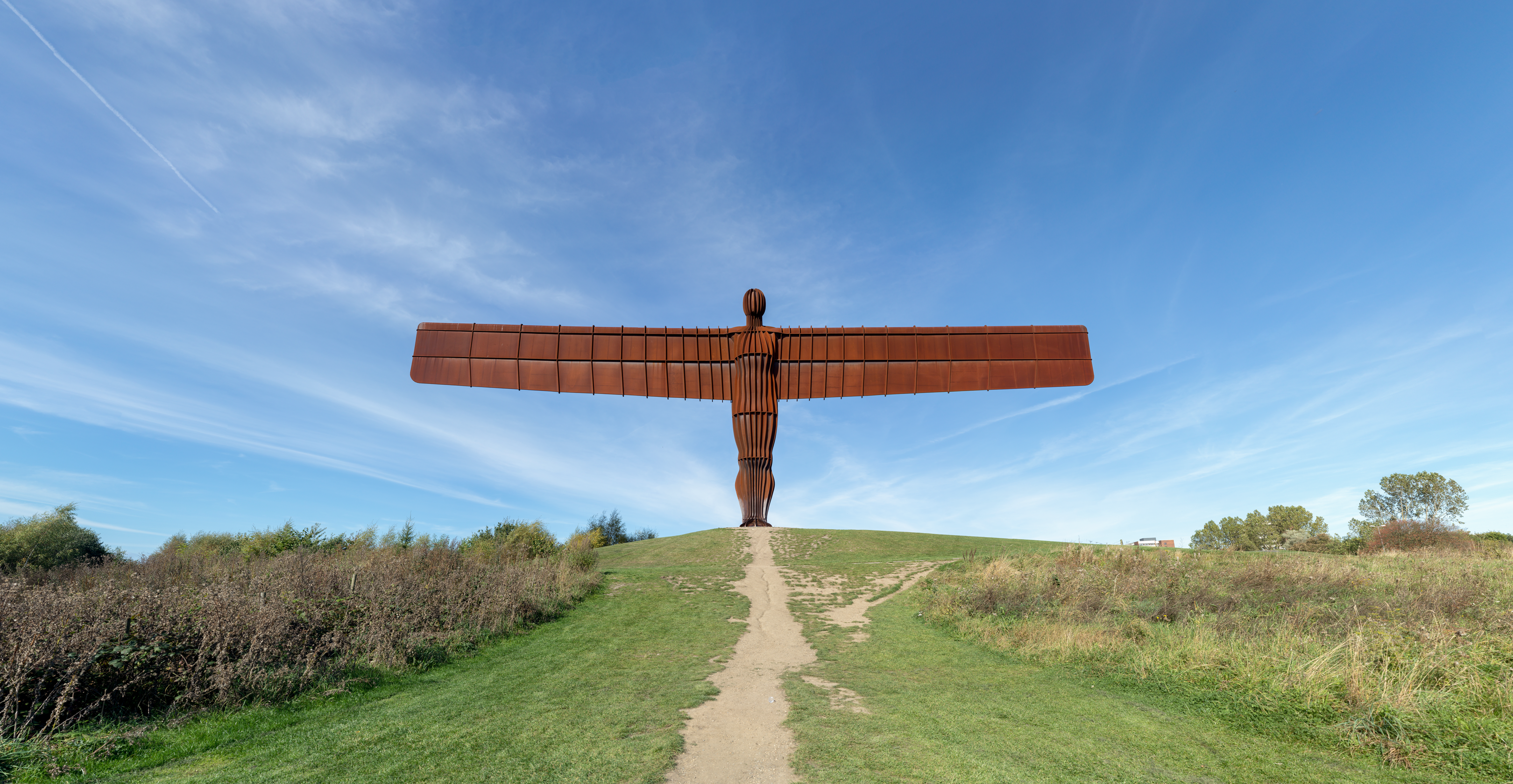

De Angel of the North is een hedendaags standbeeld vlak bij Gateshead in Engeland.
Het standbeeld is gemaakt in 1998 door Antony Gormley. Het is twintig meter hoog en heeft door zijn vleugels een breedte van 54 meter.
Het beeld staat op een heuvel bij Low Eighton in de civil parish Lamesley, met uitzicht op de A1 en A167 autosnelwegen en de East Coast Main Line spoorlijn. 
Op het terrein van Museum Voorlinden in Wassenaar is een maquette op schaal 1:20 te zien.